# Stonyhurst College
Stonyhurst College est un internat indépendant jésuite anglais catholique situé près du village de Clitheroe, dans le Lancashire, en Angleterre. L'école est proche du village d'Hurst Green et de la rivière River Hodder (en).

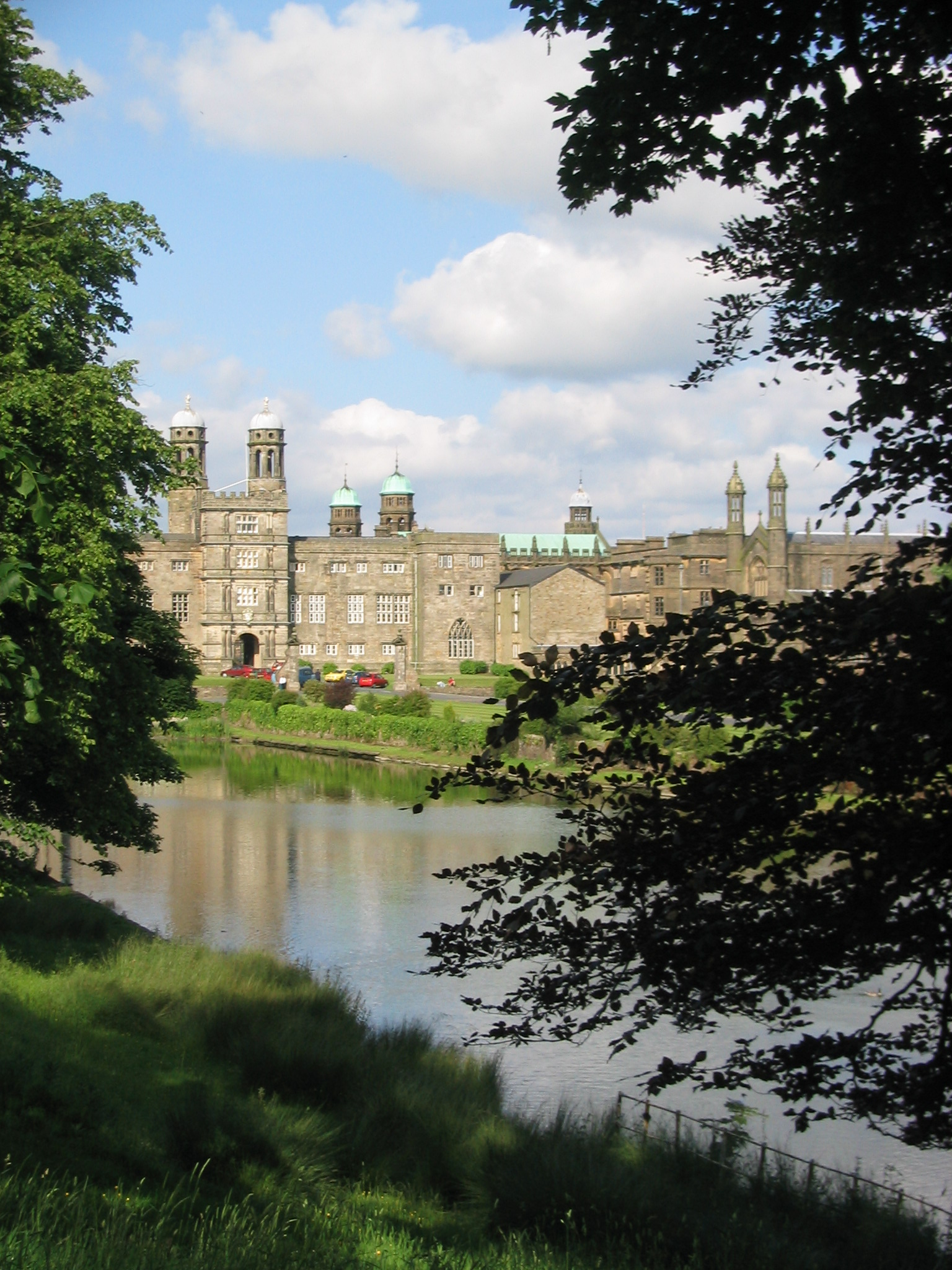
Vue partielle du collège Stonyhurst.

Elle instruit les garçons et les filles entre 13 et 25 ans. Saint Mary's Hall, un bâtiment adjacent, se charge de l'éducation des enfants âgés de 3 à 13 ans.
Parmi ses anciens élèves, trois sont des saints de l'Église catholique, douze ont été déclarés bienheureux et sept se sont vu attribuer la croix de Victoria.

## Histoire

### Les débuts
Stonyhurst en tant qu'entité scolaire a connu deux histoires que nous décrivons ici. Le bâtiment connu aujourd'hui sous le nom de Stonyhurst College était à l'origine un manoir que possédait la petite noblesse du Lancashire, tandis que le collège jésuite en soi a été à l'origine fondé en France, à Saint-Omer, avant d'être déplacé à Bruges, dans les Pays-Bas méridionaux, puis à Liège (Principauté de Liège) et finalement dans le Lancashire.
Stonyhurst Hall
Le bâtiment de Stonyhurst Hall a été fondé par le catholique Richard Shireburn qui construisit la maison du gardien et les tours sur la partie supérieure d'une ancienne colonie en 1592 (les ancêtres de Shireburn la famille Baileys y avait vécu jusqu'alors). Pendant les guerres civiles, Oliver Cromwell passa une nuit à Stonyhurst, dormant sur une table au milieu du grand hall avant la bataille de Preston en 1648. Pendant la nuit, il garda son armure sur lui pour se défendre en cas d'attaque d'un éventuel meurtrier rattaché aux catholiques, ces derniers étant également des défenseurs du roi. Aujourd'hui, l'école est un véritable château comptant plus de 35 dépendances et un bâtiment monumental.
Le successeur et fils de Richard Shireburn, Nicolas Shireburn, lança un projet d'extension de bâtiment pour prolonger la « half house », et aménagea le grand hall, les jardins et l'avenue de sorte que le tout ressemblât à un manoir. Son fils Richard ayant été empoisonné dans les jardins en 1702, Nicolas, laissé sans descendance masculine, interrompit tout projet d'extension. À la mort de Nicolas, en 1717, les bâtiments furent légués à son épouse, puis à leur héritière unique, Mary, duchesse de Norfolk. La duchesse fut mariée à Thomas Howard, le 8e duc de Norfolk et vécut dans le château d'Arundel, loin de Stonyhurst. Laissé à l'abandon, le manoir commença à se délabrer. Finalement, l'ensemble du domaine fut légué en héritage à son cousin, Thomas Weld, en 1754. Demeurant déjà au château de Lulworth et n'ayant pas besoin d'un résidence supplémentaire, Thomas le mit à la disposition de la Compagnie de Jésus (les Jésuites) en 1794.
Le village d'Hurst Green et le Lancashire se développèrent en même temps que le domaine.
Le college
L'histoire de l'école commence à Saint-Omer (Artois), dans l'actuel Pas-de-Calais en 1592, où un collège des Jésuites anglais fut fondé par le Père Robert Persons pour les jeunes garçons anglais catholiques interdits de recevoir une éducation conforme à leur foi catholique dans l'Angleterre élisabéthaine. Le catholicisme étant alors proscrit en Angleterre, les écoles catholiques durent s'exiler sur le continent en grand nombre. En 1762, lorsque les Jésuites furent bannis de France, l'école anglaise dut quitter Saint-Omer.
De Saint-Omer, le collège déménagea à Bruges, dans les Pays-Bas méridionaux alors sous domination autrichienne, où il continua à fonctionner jusqu'en 1773. La Compagnie de Jésus ayant étant supprimée en 1773, le collège trouva refuge à Liège. Les étudiants y furent reçus au collège anglais de Liège que le Prince-évêque, François-Charles de Velbrück, avait pris sous sa protection. Lorsque la Compagnie de Jésus fut supprimée (1773) il décida que le collège resterait ouvert, les mêmes professeurs conservant leur poste, mais placés sous son autorité directe et avec un nouveau nom : "l'Académie anglaise". Prudent face à d'éventuelles critiques, Velbruck sollicita et obtint l'approbation verbale du pape Pie VI.
Cependant, en 1794, lorsque la principauté de Liège est annexée par la République française, le collège doit fermer. Il lui est alors possible de se réinstaller en Angleterre où de nouveaux locaux lui furent trouvés à Stonyhurst Hall, dans le Lancashire. Ce comté était idéal pour l'installation de l'école, car il était majoritairement catholique.

### De 1794 à 1960
Quand les élèves de Liège s'installèrent à Stonyhurst Hall, les bâtiments étaient en très mauvais état, un bâtiment provisoire dut être construit à côté de l'aile est pour loger les garçons. Ce bâtiment « provisoire » existe toujours et est connu en tant que shirk.
D'autres bâtiments ont été construits au début du XIXe siècle, dont notamment la nouvelle église Saint Pierre, qui adopta le style néo-gothique du King's College (Cambridge).
Dans les années 1880, de nouveaux travaux débutèrent à l'école, notamment le déplacement des Grands Escaliers, et plus tard la construction de l'aile ouest. Les structures provisoires du « shirk » et de la nouvelle aile ouest de l'école ont largement été utilisés, mais à la fin du XIXe siècle, l'école dut s'élargir une nouvelle fois et de nouveaux travaux furent entrepris au sud, notamment le bâtiment Boys Chapel (la chapelle des garçons). Une nouvelle salle de réunion (aujourd'hui transformé en théâtre) fut aussi construite et prit le nom d'Academy Room. Ces travaux prirent beaucoup de temps, car une grande partie des terres était en fait une zone marécageuse. De ce fait, les ingénieurs durent creuser pour nettoyer le terrain, nécessitant de longs travaux.
Au cours du XIXe siècle, Stonyhurst était un centre culturel et également un lieu jésuite de prédilection pour pratiquer des activités scientifiques, notamment la météorologie et l'astronomie (un observatoire fut construit en 1838). L'école eut également le privilège de former des philosophes. Il s'agissait en réalité d'étudiants qui suivaient un cours au-delà du niveau de lycée (donc post-enseignement secondaire) à une époque où une loi anglaise avait interdit aux Catholiques de fréquenter les universités d'Oxford et de Cambridge, interdiction redoublée par une prohibition papale similaire. L'éclairage au gaz, innovation technologique, apparut tôt à l'école au cours de cette période. L'école produisit ensuite sa propre énergie électrique.
Dans les années 1960, l'école connut un certain nombre de changements, reflétant en partie ceux de l'Église catholique après le Concile Vatican II. Le nombre de professeurs jésuites diminua constamment dû aux changements de priorités des ordres religieux catholiques et à la diminution de la province anglaise des jésuites. Du fait des inscriptions d'élèves toujours plus nombreuses, Stonyhurst dut une nouvelle fois s'agrandir et une nouvelle aile fut construite près de l'aile érigée dans les années 1800, afin d'héberger la bibliothèque Arundell.

### De 1980 à nos jours
Dans les années 1980, Stonyhurst accueillit son premier directeur, Giles Mercer, en 1986, qui succéda au père Michael Bossy SJ après quinze ans passés à la tête de l'établissement. Mercer procéda à un certain nombre de changements développa certains domaines d'activité propres à l'école. À la fin des années 1980, l'école ouvrit une nouvelle piscine intérieure, un nouveau cours de squash, une nouvelle salle de sport (il n'y avait pas encore de gymnase à Stonyhurst) et remit à neuf de nombreuses salles de classe et de jeux. Des scènes du film Tels pères, telle fille (Three Men and a Little Lady) furent tournées à Stonyhurst en 1990.
En 1993, l'école fêta ses 400 ans d'existence et en 1994, elle célébra ses 200 ans passés à Stonyhurst Hall. Giles Mercer lança un appel aux dons pour permettre à l'école de financer notamment la rénovation des laboratoires de science, les Bread rooms, les salles de langue, l'Ambulacrum (la salle de sport) et de nombreuses autres pièces. L'appel était également lancé pour construire un nouveau théâtre. Une pièce de théâtre, composée par le père William Hewett SJ, fut jouée dans le nouveau théâtre. Elle consistait en une histoire de Stonyhurst.
Adrian Aylward succéda à Mercer en 1996 et l'école poursuivit son développement sous ses dix années de directorat. À partir de 1997, Stonyhurst devient une école mixte et accueillit des filles au sein de son école primaire privée (preparatory school), Saint Mary's Hall. Le passage à la mixité provoqua une réorganisation de l'école, notamment la réorganisation des dortoirs. Ceci a également signifié que l'aile de l'infirmerie cessa d'être utilisée comme centre médical et fut déplacée dans le bâtiment Shireburn Quad.
Au début du XXIe siècle, les attentes académiques sont de plus en plus élevées. L'école se dote d'un corps enseignant efficace et répartit ses élèves en petites classes, parfois de trois ou quatre élèves seulement. La plupart de ces élèves poursuivent leurs études dans de prestigieuses universités, comme Oxford ou Cambridge. Pendant des années, l'école refusa de publier les résultats obtenus par ses élèves aux examens parce qu'elle estime qu'ils sont inutiles. En 2005, après dix ans, Aylward annonça sa démission pour juin 2006. Andrew Johnson succéda à Aylward en septembre 2006.

### Liste des pasteurs et des directeurs
Jusqu'en 1961, les fonctions de directeur incombèrent au recteur. Les listes suivantes montrent les recteurs depuis 1794 et les directeurs depuis la séparation des deux fonctions.

#### Recteurs
- Marmaduke Stone (1794 - 1808)
- Nicholas Sewall (1808 - 1813)
- John Weld (1813 - 1816)
- Nicholas Sewall (1816 - 1817)

#### Pasteurs et directeurs
- Charles Plowden SJ (1817 - 1819)
- Joseph Tristram SJ (1819 - 1827)
- Richard Norris SJ (1827 - 1832)
- Richard Parker SJ (1832 - 1836)
- John Brownbill SJ (1836 - 1839)
- Francis Daniel SJ (1839 - 1841)
- Andrew Barrow SJ (1841 - 1845)
- Richard Norris SJ (1845 - 1846)
- Henry Walmesley SJ (1846 - 1847)
- Richard Sumner SJ (1847 - 1848)
- Francis Clough SJ (1848 - 1861)
- Joseph Johnson SJ (1861 - 1868)
- Charles Henry SJ (1868 - 1869)
- Edward Purbick SJ (1869 - 1879)
- William Eyre SJ (1879 - 1885)
- Reginald Colley SJ (1885 - 1891)
- Herman Walmesley SJ (1891 - 1898)
- Joseph Browne SJ (1898 - 1906)
- Pedro Gordon SJ (1906 - 1907)
- William Bodkin SJ (1907 - 1916)
- Edward O'Connor SJ (1916 - 1924)
- Walter Weld SJ (1924 - 1929)
- Richard Worsley SJ (1929 - 1932)
- Edward O'Connor SJ (1932 - 1938)
- Leo Belton SJ (1938 - 1945)
- Bernard Swindells SJ (1945 - 1952)
- Francis Vavasour SJ (1952 - 1958)
- Desmond Boyle SJ (1958 - 1961)

#### Directeurs
- Frederick J.Turner SJ (1961 - 1963)
- George Earle SJ (1963 - 1971)
- Michael Bossy SJ (1971 - 1985)
- Giles Mercer (1985 - 1996)
- Adrian Aylward (1996 - 2006)
- Andrew Johnson (2006 - jusqu'à aujourd'hui)

#### Directeurs de Saint Mary's Hall
- Rae Carter
- Peter Anwyl
- Rory O'Brien
- Michael Higgins
- Lawrence Crouch

### Le collège de nos jours
Le college compte 3 600 internes tous âgés de 15 à 25 ans. Les cours des lycéens sont essentiellement portés sur les mathématiques, le droit, la médecine et tout ce qui touche aux finances et à la banque.

### Les archives et les bibliothèques
Stonyhurst dispose de quatre bibliothèques : Arundell, Bay, Square et More (appelé ensuite Thomas More). Les bibliothèques Arundell et Square contiennent de nombreux objets rattachés à la Compagnie de Jésus et au catholicisme anglais.
La bibliothèque Arundell, inaugurée en 1837 par Everard, le 11e baron Arundell de Wardour, est la plus importante. En plus d'être une bibliothèque du château de Wardour, elle a également un certain nombre de manuscrits incunabula, médiévaux et des livres de Jacobite. La bibliothèque Arundell a également contenu l'évangile de Stonyhurst, avant qu'il soit prêté à la 'British Library'. À ces documents s'ajoutent les archives de la province anglaise de la Compagnie de Jésus. Celles-ci incluent les vers du manuscrit du XVIe siècle de Robert Southwell, les lettres d'Edmond Campion (1540-1581) et les holographes du poète du XIXe siècle Gerard Manley Hopkins. L'école possède également un certain nombre de très beaux tableaux dans tous les bâtiments, en particulier quelques sublimes portraits, dont notamment celui de Nicolas Ier de Russie, celui de Henry Garnet et des portraits de certains Jacobites, dans leur salon Stuart comprenant : Jacques François Stuart, son frère Charles Édouard Stuart et Henri Benoît Stuart.

## La vie religieuse
L'école est de tradition catholique et a été en lien étroit avec le catholicisme anglais pendant de nombreux siècles, devenant le foyer de conspirations. Au XIXe siècle, l'école fut la curie provinciale de la province jésuite anglaise pendant de longues années, a formé des prêtres et des frères pour l'ordre, notamment le poète Gerard Manley Hopkins à Saint Mary's Hall.
L'école est dotée d'une église principale, l'église Saint Pierre et possède cinq chapelles : The Boys, Angels, Sodality, et deux chapelles à l'intérieur de l'église Saint Pierre.
Ces dernières années, le nombre de jésuites étudiant à Stonyhurst a lentement diminué, mais l'école a su conserver l'ordre à travers son histoire, sa position géographique reculée, sa vie religieuse, son conseil d'administration et sa petite communauté de Jésuites. Depuis le Concile Vatican II, les jésuites ont redoublé d'efforts pour créer un partenariat entre les personnes croyantes et non croyantes. Les écoles jésuites sont soutenues par un réseau très solide coordonné par le directeur de l'éducation jésuite basé à Mayfair à Londres. Le catholicisme et l'identité jésuite sont encore et toujours au cœur de l'école, comme on peut le voir lors des bénédictions mensuelles, les messes bénévoles quotidiennes, l'eucharistie du dimanche et la célébration des fêtes de Noël.
L'identité de jésuite de l'école se résume dans une citation de l'actuel directeur Andrew Johnson : "Creating people of Good Judgement, Clarity of Thought and Principled Leaders for the Next Generation." : "Créer des personnes au bon jugement, à la pensée claire et des chefs de principes pour la prochaine génération."
L'esprit des jésuites a trois principaux composants :
Création des hommes pour certains et des femmes pour d'autres. Les étudiants sont encouragés à se développer et à employer leurs compétences pour faire évoluer la médecine et à la loi par exemple. Ce sont des choix de carrières très populaires. Un bon exemple est le projet «Chiwirangwe» qui jumelle Stonyhurst avec l'école jésuite St Peter's Kubatana (Zimbabwe). Le projet est organisé par la province de jésuite en tant qu'élément de leur programme de compagnons qui jumelle chacune des neuf écoles britanniques de jésuite avec des écoles de jésuite du monde entier pour les avantages des deux écoles. Les licenciés de Stonyhurst ont également l'occasion de prendre une année d'interruption en travaillant sur des projets jésuites internationaux.
La spiritualité ignacienne, basée sur les Exercices spirituels de Saint Ignace de Loyola est confiante, incluse et ouverte, encourageant l'école et ses étudiants à s'engager dans les complexités de la vie moderne. Une éducation catholique de jésuite fournit des bases solides dans les enseignements de l'Église catholique bien qu'elle encourage aussi un engagement philosophique robuste avec la foi et les questions morales.
Les compétences de raisonnement bien développées sont vues comme essentielles pour que les étudiants pensent par leur foi. Les jésuites restent à l'avant dans la vie intellectuelle de l'église catholique, avec beaucoup d'universités mondiales. Ils dirigent les facultés d'Oxford (Campion Hall) et de Londres (Heythrop College). Stonyhurst vise à développer de fortes compétences et une pensée logique chez les étudiants, de sorte qu'ils puissent être confiants dans leur foi, qu'ils aient une pensée pure dans tous les aspects de la vie et ainsi deviennent de brillantes personnes de bonne opinion.
Stonyhurst assiste également et joue à un rôle important dans le pèlerinage annuel de l'association catholique à Lourdes. L'école organise aussi une Retraite de Pâques florissante tous les ans pour l'Association, les parents et amis.

## Le chœur de Stonyhurst
À l'origine composé en 1894 pour célébrer les 100 ans de l'implantation de l'université dans le Lancashire.
    Old Alma Mater, here's to thee!

        Stonyhurst! Old Stonyhurst!

    Long life and all prosperity!

        Stonyhurst! Old Stonyhurst!

    While generations come and go,

        While boyhood doth to manhood grow,

    Be aye the same we used to know,

        Stonyhurst! Old Stonyhurst!

  More bright be every coming year!

        Stonyhurst! Old Stonyhurst!

    More proud each step of thy career!

        Stonyhurst! Old Stonyhurst!

    And may thy sons that are to be

        More worthy service bring to thee,

    But not more loyal hearts than we,

        Stonyhurst! Old Stonyhurst!

    Thy sons in every land are known,

        Stonyhurst! Old Stonyhurst!

    In all they prove them for thine own,

        Stonyhurst! Old Stonyhurst!

    And borne across each distant main,

        From every continent our strain

    Shall come in echoes back again,

        Stonyhurst! Old Stonyhurst!

    Old college of the eagle towers,

        Stonyhurst! Old Stonyhurst:

    Thy honour shall through life be ours,

        Stonyhurst! Old Stonyhurst!

    Fresh triumphs give us year by year

        Of study and of play to hear,

    And back to thee return the cheer,

        Stonyhurst! Old Stonyhurst!

L.D.S.
Le chœur de Stonyhurst est traditionnellement chanté tous les ans.

## Slogan
C'est une coutume de longue date que les étudiants à l'école écrivent un AMDG dans le coin supérieur de leur main gauche de n'importe quel travail qu'ils effectuent. Il représente l'expression latine Ad maiorem Dei gloriam ce qui signifie "Pour la plus grande gloire de Dieu". À la fin d'un travail, ils écrivent L.D.S. au centre de la page. Ce qui représente « Laus Deo Semper » : « Toujours faire l'éloge à Dieu ». Ce sont les deux devises traditionnelles de jésuite.

## Organisation de la vie écolière
À la différence de la plupart des écoles anglaises privées, Stonyhurst est organisé horizontalement par des groupes d'année (connus sous le nom de playrooms) plutôt que verticalement par des maisons. Chaque playroom a un chef de playrooms. Ils s'appellent les playrooms Lower Grammar, Grammar, Syntax, Poetry et Rhetoric.
Tous les logements pour les internes se situent dans le College, avec des espaces séparés pour chaque playrooms.

### Les différents niveaux
Actuellement, les noms d'année utilisées à Stonyhurst et à Saint Mary's Hall sont les suivants (avec les âges approximatifs) :

#### A Saint Mary's Hall
- Preparatory (Prep, 8 à 9 ans)
- Elements (9 à 10 ans)
- Lower Figures (10 à 11 ans)
- Upper Figures (11 à 12 ans)
- Rudiments (Ruds, 12 à 13 ans)

#### A Stonyhurst College
- Lower Grammar (LG 13 à 14 ans)
- Grammar (14 à 15 ans)
- Syntax (15 à 16 ans, année du GCSE)
- Poetry (16 à 17 ans)
- Rhetoric (17 à 18 ans)

### Les groupes
Plutôt des classer ses élèves par maisons, Stonyhurst les classent par catégorie par des Lines. Les Lines et les couleurs associées sont :
- Campion (rouge) (St Edmund Campion)
- St Omers (marron) (après la rue St Omer, l'école a été fondée ici)
- Shireburn (vert) (la famille Shireburn qui construit Stonyhurst)
- Weld (bleu) (la famille Weld qui donna Stonyhurst)

## Cadet Corps - Corps des cadets
Les Cadet Corps sont les suivants, sept d'entre eux ont été nommés après avoir gagné le School's VC.

### Les juniors
- Costello Platoon (d'après Edmund William Costello, Matakand, Inde 1897)
- Coury Platoon (d'après George Gabriel Coury, Guillemont, Somme 1916)
- Liddell Platoon (d'après John Aiden Liddell, Ostende, Belgique 1915)
- Kenna Platoon (d'après Paul Aloysius Kenna, Khartoum, Soudan 1898)

### Les séniors
- Dease Platoon (d'après Maurice James Dease, Mons, Belgique 1914)
- Jackman Platoon (d'après James Joseph Bernard Jackman, Tobrouk 1941)
- Andrews Platoon (d'après Harold Marcus Ervine-Andrews, Dunkerque 1940)
- Support Platoon

Ces dernières années, un certain nombre d'élèves se sont distinguées comme membres du CCF et ont continué pour recevoir des places à l'académie militaire royale de Sandhurst.

## Le rugby à 15 à Stonyhurst
Quatorze joueurs internationaux de rugby d'Angleterre (5), d'Irlande (6), d’Écosse (1), d'Italie (1) et des États-Unis (1) ont été éduqués à Stonyhurst. Récemment ils incluent Balshaw et Kyran Bracken, ces deux joueurs jouaient pour l'Angleterre dès qu'elle a gagné la coupe du Monde. Un autre membre de cette équipe, Greenwood, fut éduqué à Saint Mary's Hall.
Stonyhurst a eu récemment de célèbres entraineurs, notamment l'ancien entraîneur de l'Angleterre, Dick Greenwood et l'actuel entraîneur, Brian Ashton (bien qu'il soit allé au lycée royal de Lancaster), et cela peut bien expliquer le succès de l'équipe.

## L'association de Stonyhurst
L'association a vu le jour en 1879, mais on a retrouvé des traces de son existence 60 ans auparavant. La liste de présidents est néanmoins complétée depuis 1879.
Le premier objectif de l'association est de promouvoir un fort esprit d'union parmi les élèves et les amis de Stonyhurst College. Récemment, ça été évidence par une emphase charitable forte, incluse avec les développements semblables dans l'université. Ceci a été formalisé en 1985, quand l'association avait obtenu le statut charitable par la Charity Commission après avoir adopté certains objectifs dont notamment celui-ci : «To unite and associate, past and present pupils and friends of Stonyhurst in the carrying on of any of the following charitable purposes (whether in the United Kingdom or elsewhere)».
L'association soutient également un certain nombre de charités liées à l'école, notamment Eagle Aid.

### Les élèves
Stonyhurst a produit vingt-deux saints et martyrs.
Stonyhurst compte également parmi ses élèves sept récipiendaires de la Victoria Cross, la récompense la plus élevée pour la bravoure militaire. Leurs portraits ornent aujourd'hui les murs de l'école.
Les élèves et professeurs les plus connus ayant été à Stonyhurst sont :
- Sámuel Jósika, homme politique hongrois.
- Pratap Chitnis (1936-2013), homme politique britannique.
- Arthur Conan Doyle, auteur de Sherlock Holmes
- Alban Goodier, archevêque de Bombay
- Alfred de Gramont, mémorialiste français
- Charles Laughton, acteur
- Eduardo López de Romaña, homme d'affaires et politicien péruvien, ancien président du Pérou (1899-1903)
- Gerard Manley Hopkins, poète
- Frederick Turner
- Herbert Vaughan, (cardinal et archevêque de Westminster)
- George Herbert "Bert" Walker
- Charles Waterton, naturaliste

Plus récemment :
- Chris Morris, satirique, célèbre pour Brass Eye.
- Macdonald Hastings, journaliste et correspondant de guerre
- Paul Johnson, journaliste et historien
- Marquer Thompson, directeur général de la BBC
- Crispian Hollis, évêque du diocèse de Portsmouth
- Bill Cash, parlementaire conservateur
- Douglas Wilmer, acteur